# Endennasaurus
Endennasaurus is een geslacht van uitgestorven aquatische reptielen dat behoort tot de thalattosauriërs. Het leefde in het Laat-Trias (Norien, ongeveer 210 miljoen jaar geleden) en zijn fossiele overblijfselen zijn gevonden in Italië.

## Beschrijving
Endennasaurus had een relatief compact lichaam, een uitzonderlijk lange staart en een lange nek, die een driehoekige kop met een zeer spitse snuit ondersteunde. De schedel, smal en langwerpig, toont de meest opvallende kenmerken van dit dier: het langwerpige rostrum was verstoken van tanden, in tegenstelling tot alle soortgelijke dieren (de thalattosauriërs), en eindigde in een puntige structuur. De oogkassen waren ook erg groot.

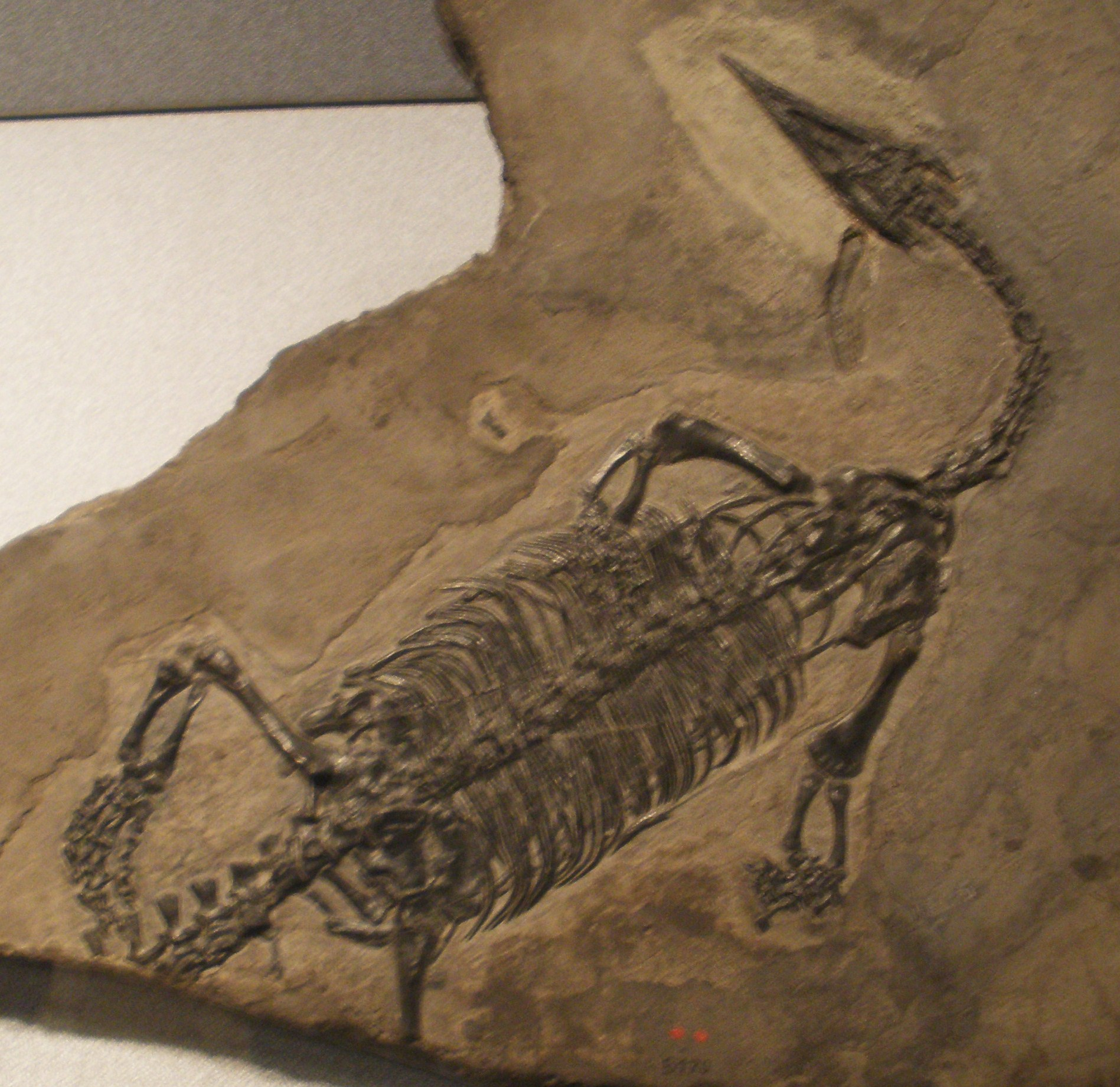
Het holotype is van onderen zichtbaar

De vrij lange nek compenseerde de romp, die ongewoon kort was voor een thalattosauriër, met verdikte ribben en zeer massieve buikribben. De zeer langwerpige staart was zijdelings afgeplat. De poten waren niet zo kort als bij andere thalattosauriërs: het opperarmbeen was sterk en het uiteinde was verbreed en afgeplat, terwijl het dijbeen slanker was en iets langer dan het opperarmbeen. De polsbeenderen en voetwortelbeentjes vertonen een lichte vermindering van de ossificatie van de verschillende elementen. Het dier als geheel moet iets meer dan anderhalve meter lang zijn geweest.

## Naamgeving
Endennasaurus werd in 1984 benoemd door Silvio Renesto. De typesoort is Endennasaurus acutirostris. De geslachtsnaam verwijst naar de grot van Endenna. De soortaanduiding betekent 'met de scherpe snuit'. Het is bekend van twee exemplaren, gevonden in de kalksteen van Zorzino (Norien in de provincie Bergamo). Het holotype, MCSNB 5170, is een bijna compleet exemplaar, verstoken van het uiteinde van het linkerachterbeen en een groot deel van de staart, terwijl het paratype MSBN 27 bestaat uit een volledige staart, het rechterdijbeen, een deel van de bekkengordel en enkele wervels en dorsale ribben. In 2005 werd nog een linkeropperarmbeen toegewezen, specimen MPUM 6802.

## Fylogenie
De eerste gedetailleerde beschrijving van Endennasaurus (Renesto, 1992) weerspiegelde de eigenaardigheden van dit dier in een onzekere classificatie, zelfs in de context van diapside reptielen. Daaropvolgende studies hebben de waarschijnlijke verwantschappen met de thalattosauriërs, een groep mariene reptielen uit het Trias met een langwerpige staart, aan het licht gebracht. Endennasaurus, binnen de groep, lijkt nauwer verwant te zijn aan basale vormen als Askeptosaurus en Anshunsaurus; het heeft echter enkele unieke kenmerken die het aanduiden als een gespecialiseerde vorm (Müller et al., 2005).

## Paleoecologie
De ongebruikelijke morfologie van het lichaam van Endennasaurus, met het gedrongen lichaam maar langwerpige nek en staart, duidt op aanpassingen aan het waterleven die verschillen van die welke werden verondersteld voor de andere thalattosauriërs. De staart was in ieder geval het belangrijkste voortstuwingsmiddel, maar de sterke voorpoten hadden evengoed nuttig kunnen zijn in de voortbeweging. De stevige ledematen geven aan dat Endennasaurus zich zelfs op het land vrij gemakkelijk kon voortbewegen, in tegenstelling tot andere thalattosauriërs. Het massieve en zware lichaam, alleen maar nuttig om het dier gemakkelijker in onderdompeling te houden, was echter indicatief voor een voornamelijk aquatische aard. De tandeloze, langwerpige schedel is een raadsel: het is niet duidelijk wat de prooi was van Endennasaurus. Misschien voedde het zich met kleine schaaldieren en kleine vissen, dat wil zeggen prooien die heel konden worden ingeslikt en geen pantser hadden dat geplet moest worden.